# HMS Pathfinder (G10)
«Патфайндер» (G10) (англ. HMS Pathfinder (G10) — військовий корабель ескадрений міноносець типу «P» Королівського військово-морського флоту Великої Британії за часів Другої світової війни.
«Патфайндер» закладений 5 березня 1940 року на верфі компанії Hawthorn Leslie and Company у Геббурні. 13 квітня 1942 року увійшов до складу Королівських ВМС Великої Британії.